# Sacrum Commercium Beati Francisci cum domina Paupertate
Sacrum Commercium Beati Francisci cum domina Paupertate (in italiano Mistiche nozze di beato Francesco con Madonna Povertà) è un testo letterario di origine francescana in cui si racconta, in forma di allegoria, la disperata ricerca di Francesco della Povertà, la quale, una volta conquistata, ne celebrerà le mistiche nozze.
Il testo è stato attribuito a Giovanni da Parma o Giovanni Parenti.
L'opera è un'allegoria letteraria del tema della Povertà all'interno dell'ordine francescano dopo la morte del Santo e sostenuta dai francescani spirituali.